# نیروگاه های فو
نیروگاه‌های فو یک نیروگاه سیکل ترکیبی ۹۸۰ مگاواتی است که در منطقه لوژو، شهر تائویوان، تایوان واقع شده‌است. این ایستگاه در ۵ کیلومتری (م مایل) در شمال شرقی فرودگاه بین‌المللی تائویوان واقع شده‌است. این نیروگاه با گاز طبیعی کار می‌کند و از دو توربین کا۲۴–۲ تشکیل شده‌است.